# Reserve (Kansas)
Reserve es una ciudad ubicada en el condado de Brown en el estado estadounidense de Kansas. En el año 2010 tenía una población de 84 habitantes y una densidad poblacional de 280 personas por km².

## Geografía
Reserve se encuentra ubicada en las coordenadas 39°58′35″N 95°33′52″O / 39.97639, -95.56444 (39.976378, -95.564464).

## Demografía
Según la Oficina del Censo en 2000 los ingresos medios por hogar en la localidad eran de $13,333 y los ingresos medios por familia eran $28,125. Los hombres tenían unos ingresos medios de $22,188 frente a los $18,958 para las mujeres. La renta per cápita para la localidad era de $12,343. Alrededor del 24.7% de la población estaban por debajo del umbral de pobreza.